# Satawal
Satawal est une île située à l'ouest des îles Carolines dans l'Océan Pacifique. Elle appartient aux îles extérieures de Yap. Elle forme avec l'île inhabitée de Pikelot à 104 km au nord-est et avec l'atoll inhabité de Piagailoe à 84 km au nord-nord-ouest la municipalité de Satawal dans l'État de Yap, dans les États fédérés de Micronésie. Dans le cadre des élections législatives internes à l'État de Yap, la municipalité constitue avec celles d'Elato et de Lamotrek le cinquième district électoral. Ce district élit pour quatre ans un sénateur au scrutin uninominal majoritaire à un tour,. Sa population parle le satawal, une langue océanienne proche de celle parlée à Woleai et apparentée à celles de Chuuk, mais très différente de la langue de Yap.

## Géographie

### Topographie

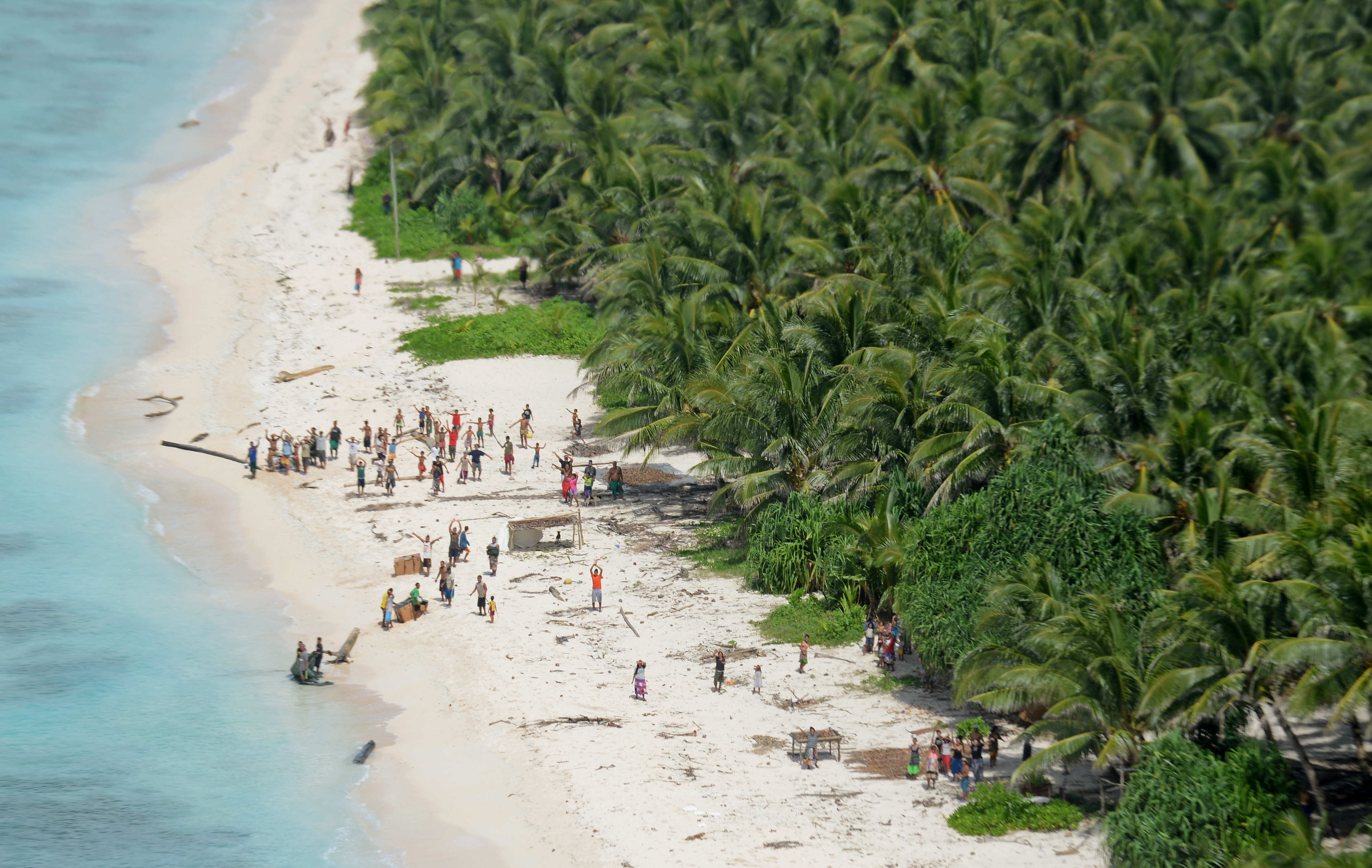
La population de Satawal, rassemblée sur la plage, fait signe à un avion de l'armée de l'air américaine venue livrer des colis pour Noël 2016.

L'île isolée de Satawal est avec l'île de Pikelot, à 104 km au nord-est, l'un des points les plus à l'est de l'État de Yap. La terre la plus proche est l'atoll de Lamotrek à 70 km à l'ouest. L'île se trouve au sommet d'une plate-forme corallienne qui émerge sur 2 km de long pour un maximum de 800 m de large. Sa superficie est de 1,3 km2. Un récif frangeant entoure l'ensemble de l'île. Un récif peu profond se prolonge depuis la pointe orientale de l'île sur une distance de 1 km.
L'île est un assemblage de sables de corail, de décombres et de rochers. Elle est très boisée et comporte des cocotiers (Cocos nucifera), de grands arbres à pain (Artocarpus altilis) et de petites parcelles de broussailles.

### Démographie
| 1920       | 1925       | 1930       | 1935       | 1958 | 1967       |
| ---------- | ---------- | ---------- | ---------- | ---- | ---------- |
| 292 (est.) | 250 (est.) | 253 (est.) | 264 (est.) | 285  | 392 (est.) |

| 1973 | 1980 | 1987 | 1994 | 2000 | 2010 |
| ---- | ---- | ---- | ---- | ---- | ---- |
| 354  | 386  | 466  | 560  | 531  | 501  |

## Histoire
Les îles Carolines sont sous domination espagnole du XVIe siècle jusqu'à la fin du XIXe siècle, mais la plupart des communautés des îles de l'actuel État de Yap n'ont que peu de contacts avec les Européens et vivent en toute indépendance. En 1885, à la suite d'un conflit entre l'Espagne et l'Allemagne, l'arbitrage de Léon XIII en confirme la possession à l'Espagne contre des avantages commerciaux pour l'Allemagne. Celle-ci acquiert ces îles en 1899 et les intègrent à la Nouvelle-Guinée allemande. Au début de la première guerre mondiale, en 1914, l'empire du Japon occupe la zone. Cette occupation est légalisée dans le cadre du mandat des îles du Pacifique créé en 1919 par la Société des Nations. Les îles Carolines passent sous le contrôle des États-Unis en 1944 et les administrent en tant que Territoire sous tutelle des îles du Pacifique dans le cadre d'un mandat de l'ONU reçu en 1947. Les États fédérés de Micronésie accèdent à l'indépendance en 1986.

## Toponymie
L'île de Satawal a été dénommée Sasaon, Sataawal, Satahoal, Satahual, Sataual, Satavan, Satawan, Seteoel, Setoan, Setuahal, Satoan, Satowal, Satowalairak, Satual, Satuwal, Tucker.

## Navigation
Les bateaux de Satawal sont à voile latine, à proues jumelles et à unique balancier. Ces bateaux sont les mêmes que dans le reste des îles Carolines.
À la suite d'un tremblement de terre en janvier 1849, trois bateaux en provenance de Satawal et de Lamotrek viennent à Saipan dans les îles Mariannes du Nord pour que leurs occupants s'y installent.